# 湯姆·哈迪
愛德華·湯瑪士·「湯姆」·哈迪，CBE（英語：Edward Thomas "Tom" Hardy，1977年9月15日—），英國男演員、製片人和編劇。著名電影作品如《星艦迷航記X：星戰啟示錄》（2002年）、《搖滾黑幫》（2008年）、《布朗森》（2008年）和《全面啟動》（2010年）；尤其於《全面啟動》中的表現為自己獲得了英國電影和電視藝術學院的新星獎。而後又出演了《勇者無敵》（2011年）、《諜影行動》（2011年）、《特務愛很大》（2012年）與《黑暗騎士：黎明昇起》（2012年）和《失控》（2013年）。2015年，哈迪在後末日動作片《瘋狂麥斯：憤怒道》中主演了「瘋狂」麥斯·洛克坦斯基，且因同年在《神鬼獵人》中的演出而提名了奥斯卡最佳男配角獎。
他的著名電視角色包括BBC迷你劇《童貞女王》（2005年）、ITV的《咆哮山莊》（2008年）中的希斯克利夫和改編自瑪蒂娜·科爾小說的電視劇《黑道之家》（2009年）。2012年，他於克里斯多福·諾蘭的電影《黑暗騎士：黎明昇起》中飾演班恩，並在約翰·希爾寇特的犯罪驚悚片《野蠻正義》飾演福里斯特·邦杜蘭特一角。
哈迪亦有參與英國和美國的舞台劇演出。2003年，他在《In Arabia We'd All Be Kings》中飾演的史卡安克使得他受勞倫斯·奧利弗獎最佳新人提名，並因《In Arabia We'd All Be Kings》和《Blood》的表現而讓他獲得倫敦標準晚報戲劇獎。2007年，哈迪出演的《The Man of Mode》獲得了好評，接著於2012年他與參與了由菲利浦·西摩·霍夫曼執導的戲劇《The Long Red Road》的演出。

## 早年
湯姆·哈迪出生於倫敦的哈默史密斯，為安妮（Anne，娘家姓Barrett）與愛德華·「查皮斯」·哈迪（Edward "Chips" Hardy）的獨生子。自小在East Sheen長大。他的家族為愛爾蘭天主教徒。他的母親是一位藝術家和畫家，父親是喜劇家和小說作家。哈迪曾就讀於里德學校、塔屋學校、里士滿成人社區學院，接著是倫敦戲劇中心。

## 職業生涯

### 1998年至2009年
1998年，湯姆·哈迪於21歲時在《The Big Breakfast ' s Find Me a Supermodel》的名模選拔中勝出。1998年9月，哈迪參加了倫敦戲劇中心，基於在HBO電視劇《諾曼第大空降》中飾演美國陸軍約翰·尊尼一角而獲了獎。哈迪參與了雷利·史考特於2001年的《黑鷹計劃》的演出成為了他的電影處女作。2003年，哈迪出演電影《我之句點》。此外他在《星艦迷航記X：星戰啟示錄》中飾演的瑞曼斯人裁判官辛宗（企業號星艦艦長尚-路克·畢凱的選殖體）在同年受到大眾矚目。後來，他回到了英國參演2003年電影《致命LD》中的一位角色。
哈迪於2003年在皇家宮廷劇院與漢普斯特德劇院表演的《In Arabia We'd All Be Kings》，同年被授予倫敦標準晚報戲劇獎的傑出新人。他也被提名為2004年勞倫斯·奧利弗獎和2003年在倫敦劇院的加盟公會中最有前途的新人，因為他在《In Arabia We'd All Be Kings》中扮演Skank的表現相當優異。哈迪出演2005年BBC的迷你電視劇《童貞女王》中的羅伯特·達德利，是一個關於與兒時同伴伊莉莎白一世在16世紀柏拉圖式的浪漫戀情故事。哈迪在BBC Four改編自1960年的科幻電影系列《仙女座》也有參與演出。
2007年，他參演BBC Two改編自一個真實故事的電影《斯图尔特：倒帶人生》。他在片中飾演的角色史都華是一個多年遭受虐待而無家可歸的人，他的自殺帶動了整個故事。2007年2月，他在英國的恐怖驚悚片《要命法則》中飾演一位吸毒成癮的強姦犯。2008年9月，哈迪出演於蓋·瑞奇的黑幫片《搖滾黑幫》，片中他飾演同性戀黑幫帥哥巴布。雖然電影有意拍攝續集，一直有傳言稱，必要哈迪出演帥哥巴布一角，然而該項目遲遲未開始拍攝。2009年初，哈迪於電影《布朗森》中主演查爾斯·布朗森，布朗森大部分的成年生活都在關禁閉。因為這部電影使得哈迪減掉了3英石的體重（19公斤／42磅）。
2009年6月，哈迪主演了瑪蒂娜·科爾小說的電視劇《黑道之家》，這角色使他獲得最佳男演員的提名與2009年犯罪驚悚片獎。2009年8月，他加入了ITV的《咆哮山莊》陣容，飾演一位愛上了自己的童年朋友凱茜的經典愛情角色希斯克利夫。

### 2010年至今

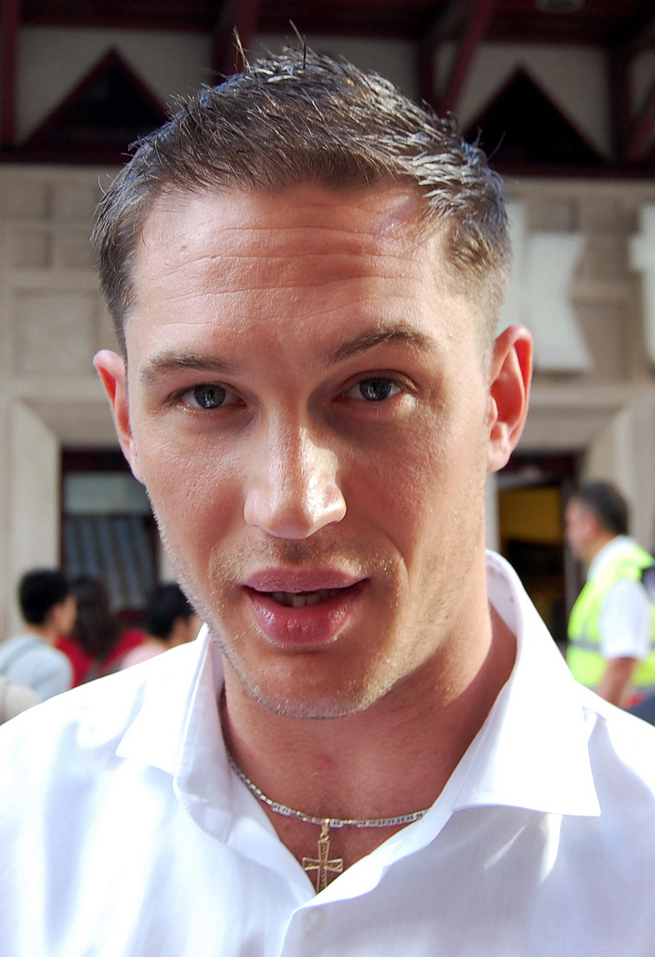
哈迪於2010年《全面啟動》在倫敦的首映場上。

2010年初，哈迪參演在芝加哥古德曼劇院的《The Long Red Road》。該劇的作者是Brett C. Leonard和導演菲臘·西摩·荷夫曼。飾演薩米的哈迪藉此贏得了一些好評。2010年，他於克里斯托弗·諾蘭的電影《全面啟動》中飾演伊姆斯而獲得英國電影和電視藝術學院新星獎。2010年6月，哈迪在節目《Friday Night with Jonathan Ross》上宣布，他將在第四部《衝鋒飛車隊》電影擔任主角。哈迪取代麥可·法斯賓達出演2011年的小說改編電影《諜影行動》，電影公布於2011年9月5日在威尼斯的威尼斯影展上。
哈迪在獅門娛樂於2011年9月9日發布的《勇者無敵》中飾演湯米·里歐丹。他還在2012年的浪漫喜劇電影《特務愛很大》（喬瑟夫·麥克吉帝·尼克爾執導）中主演。在克里斯托弗·諾蘭的黑暗騎士三部曲的最終作《黑暗騎士：黎明昇起》中飾演反派班恩，電影於2012年7月20日上映。他於2012年電影《野蠻正義》中出演福里斯特·邦杜蘭特。2010年3月，哈迪與華納兄弟簽署了第一優先合作協議。哈迪已簽約了將在育碧的電子遊戲《縱橫諜海》的改編電影中主演山姆·費雪。他還出現在里茲·阿邁德的MV「Sour Times」中。
2015年，他在第四部「衝鋒飛車隊系列電影」《瘋狂麥斯：憤怒道》中飾演，電影獲得了極佳的評價和優異的票房。同年，他在犯罪驚悚片《金牌黑幫》中一人飾演兩角。2015年12月7日，哈迪獲得了英國獨立電影獎最佳男主角；同一天晚上，哈迪到倫敦的奧迪恩萊斯特戲院與合作的李奧納多·狄卡皮歐參加《神鬼獵人》首映會。哈迪在第88屆奧斯卡金像獎上憑《神鬼獵人》獲得了奧斯卡最佳男配角獎的提名。
2016年10月，宣布他將會主演由喬許·傳克執導的艾爾·卡彭傳記電影《卡彭》。
2017年5月19日，宣布，哈迪將主演電影《猛毒》，改編自漫威漫畫的同名角色，電影定於2018年10月5日在美國上映。

## 私生活
哈迪於1999年和莎拉·沃德結婚，但這段婚姻卻於2004年以離婚告終。他和前女友有一個名為路易·湯瑪士（2008年出生）的兒子。2008年，他於《黑道之家》和《咆哮山莊》中與女演員夏洛特·雷麗相遇並與其開始交往。他們於2010年訂了婚。2014年7月結婚，2015年10月迎來兩人的第一個孩子。
2008年，在《Attitude》雜誌的專訪中，問及他是否曾發生過與同性產生性關係，哈迪答：「當我還小的時候，我跟任何人玩在一起，什麼都會做，但是我現在已經準備好安定下來了」。
哈迪曾在早年到20幾歲當中對抗酒精和可卡因的控制。他進去勒戒所並且於2003年已徹底戒除。
哈迪把蓋瑞·歐德曼封作「絕對十全十美的英雄」和「史上最偉大的演員」。
2018年11月16日， 汤姆·哈迪在白金汉宫获查尔斯亲王颁CBE司令勋章

## 作品列表

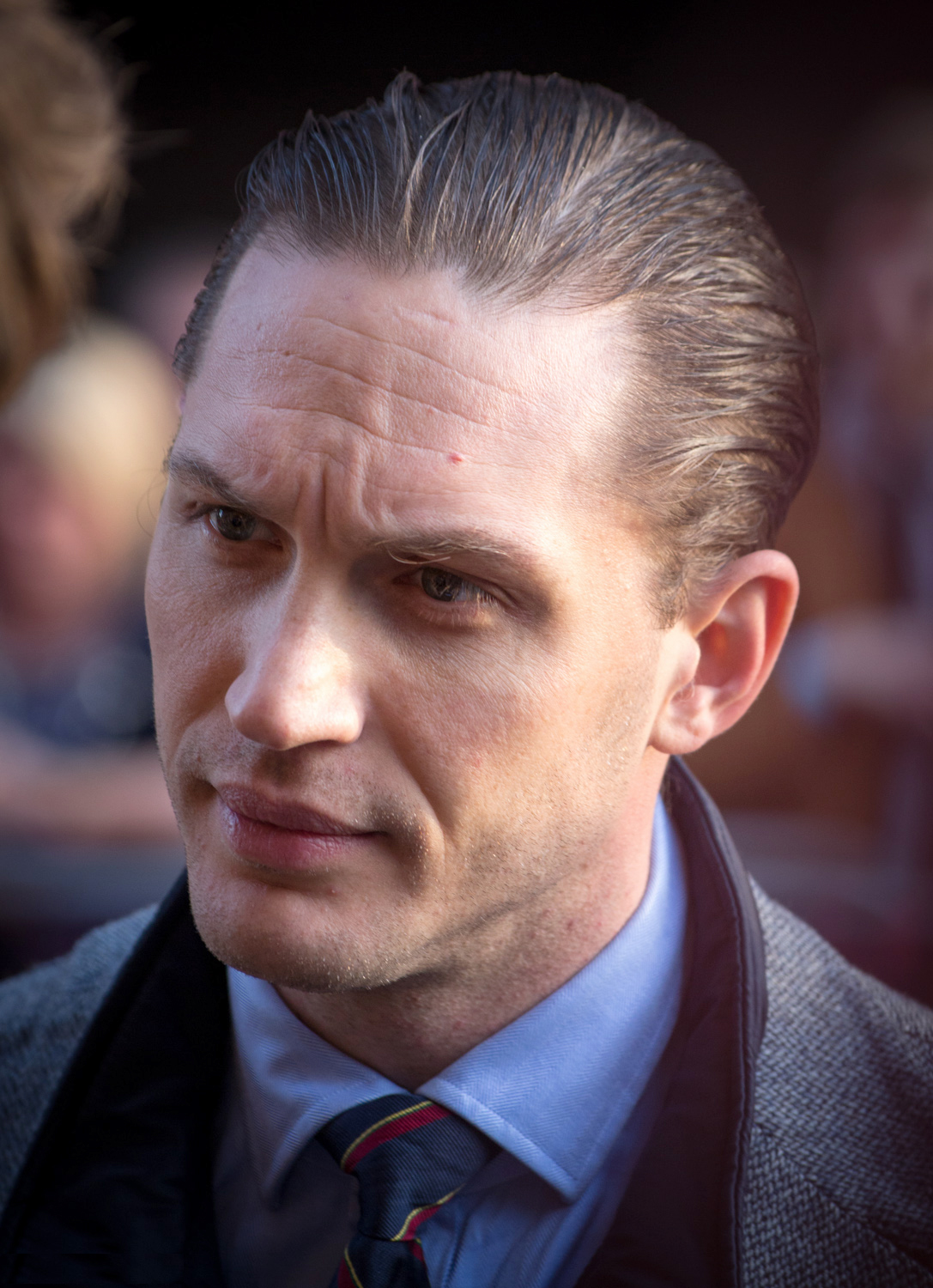
哈迪於2014年在《失控》的伯明翰首映會上。

### 電影
| 年份 | 標題                          | 標題 | 角色                       | 備註              |
| 年份 | 譯名                          | 原名 | 角色                       | 備註              |
| ---- | ----------------------------- | ---- | -------------------------- | ----------------- |
| 2001 | 《黑鷹計劃》                  |      | 藍斯·托比（Spc. Lance Twombly）              | 掛名為湯瑪士·哈迪 |
| 2002 | 《星艦迷航記X：星戰啟示錄》   |      | 辛宗（Shinzon）                   |                   |
| 2002 | 《背叛者》                    |      | 杜邦（Dupond）                   |                   |
| 2003 | 《罪孽的代價》                |      | 史特勞（Straw）                 |                   |
| 2003 | 《我之句點》                  |      | 湯姆（Tom）                   |                   |
| 2003 | 《致命LD》                    |      | 麥特（Matt）                   |                   |
| 2004 | -                             |      | 亨利（Henry）                   |                   |
| 2004 | 《雙面任務》                  |      | 凱拉克（Clarkie）                 |                   |
| 2005 | 《猛打》                      |      |                            | 短片              |
| 2006 | 《牛頭怪》                    |      | 西歐（Theo）                   |                   |
| 2006 | 《凡爾賽拜金女》              |      | 勞莫特（Raumont）                 |                   |
| 2006 | 《性的本質》                  |      | 諾艾爾（Noel）                 |                   |
| 2007 | 《末日毀滅》                  |      | 扎克（Zack）                   |                   |
| 2007 | 《要命法則》                  |      | 皮埃爾·傑克森（Pierre Jackson）          |                   |
| 2007 | 《繼承》                      |      | 父親                       |                   |
| 2007 | 《斯圖爾特：倒轉人生》        |      | 斯圖爾特·尚特（Stuart Shorter）          |                   |
| 2008 | 《垂死掙扎》                  |      | 羅德爾斯（Rodders）               |                   |
| 2008 | 《搖滾黑幫》                  |      | 帥哥巴布（Handsome Bob）               |                   |
| 2008 | 《失控的布朗森》              |      | 查爾斯·布朗森／麥可·彼得森 |                   |
| 2009 | 《偷天密碼》                  |      | 麥克爾斯警探（Det. Michaels）           |                   |
| 2009 | 《完美無瑕》                  |      | 醫生                       | 短片              |
| 2010 | 《全面啟動》                  |      | 伊姆斯（Eames）                 |                   |
| 2011 | 《我的大哥，斯洛特中士》      |      | 丹（）                     | 短片              |
| 2011 | 《諜影行動》                  |      | 瑞奇·塔爾                  |                   |
| 2011 | 《勇者無敵》                  |      | 湯米·里歐丹／康倫（Tommy Riordan / Conlon）      |                   |
| 2012 | 《特務愛很大》                |      | 塔克·漢森（Tuck Hansen）              |                   |
| 2012 | 《黑暗騎士：黎明昇起》        |      | 班恩                       |                   |
| 2012 | 《野蠻正義》                  |      | 福里斯特·邦杜蘭特（Forrest Bondurant）      |                   |
| 2013 | 《失控》                      |      | 伊凡·洛克（Ivan Locke）              |                   |
| 2014 | 《錢藏凶機》                  |      | 鮑伯（Bob）                   |                   |
| 2015 | 《失控獵殺：第44個孩子》      |      | 李奧·傑米多夫（Leo Demidov）          |                   |
| 2015 | 《瘋狂麥斯：憤怒道》          |      |                            |                   |
| 2015 | 《倫敦路》                    |      | 馬克（Mark）                   |                   |
| 2015 | 《金牌黑幫》                  |      | 羅納德·柯雷／雷金納德·柯雷 |                   |
| 2015 | 《神鬼獵人》                  |      | 約翰·費茲傑羅（John Fitzgerald）          |                   |
| 2017 | 《敦克爾克大行動》            |      | 法雷爾（Farrier）                 |                   |
| 2017 | 《STAR WARS：最後的絕地武士》 |      | 風暴兵                     | 客串；鏡頭刪減    |
| 2018 | 《猛毒》                      |      | 艾迪·布洛克／猛毒          |                   |
| 2020 | 《疤面教父》                  |      | 艾爾·卡彭                  |                   |
| 2021 | 《猛毒2：血蜘蛛》             |      | 艾迪·布洛克／猛毒          | 兼監製和故事      |
| 2021 | 《蜘蛛人：無家日》            |      | 艾迪·布洛克／猛毒          | 片尾客串          |
| 2021 | 《駭客任務：復活》            |      | 背景角色                   | 未掛名客串        |
| 2023 | 《不羈騎士》                  |      | 強尼（Johnny）                   |                   |
| 2024 | 《猛毒最終章：最後一舞》      |      | 艾迪·布洛克／猛毒          | 兼監製和故事      |
| 2025 | 《毒劫》                      |      | 沃克（Walker）                   | 兼監製            |

### 電視
| 年份      | 標題                 | 標題 | 角色                          | 備註                            |
| 年份      | 譯名                 | 原名 | 角色                          | 備註                            |
| --------- | -------------------- | ---- | ----------------------------- | ------------------------------- |
| 2001      | 《諾曼第大空降》     |      | 約翰·傑諾維克一等兵（Pfc. John Janovec）       | 2集                             |
| 2005      | 《科爾迪茨堡大逃亡》 |      | 傑克·羅斯少尉（2nd Lt. Jack Rose）             | 2集                             |
| 2005      | 《基甸的女兒》       |      | 安德魯（Andrew）                    | 電視電影                        |
| 2005      | 《童貞女王》         |      | 羅伯特·達德利，萊斯特伯爵一世 | 3集                             |
| 2006      | 《仙女座》           |      | 約翰·弗雷明（John Fleming）               | 電視電影                        |
| 2006      | 《史威尼·陶德》      |      | 馬修（Matthew）                      | 電視電影                        |
| 2007      | 《海角之怒》         |      | 傑克·唐納利（Jack Donnelly）               | 5集                             |
| 2007      | 《霧都孤兒》         |      | 比爾·賽克斯                   | 迷你劇；5集                     |
| 2007      | 《倒帶人生》         |      | 史都華·修歐特（Stuart Shorter）             | 電視電影                        |
| 2009      | 《咆哮山莊》         |      | 希斯克利夫                    | 2集                             |
| 2009      | 《黑道之家》         |      | 佛萊迪（Freddie）                    | 4集                             |
| 2013      | 《偷獵之戰》         |      | 他自己                        | 電視紀錄片；兼執行製片人；2集   |
| 2014–2017 | 《浴血黑幫》         |      | 艾爾菲·索羅門斯（Alfie Solomons）           | 11集                            |
| 2017      | 《死亡禁忌》         |      | 詹姆士·凱夏·德萊尼（James Keziah Delaney）        | 迷你劇；兼執行製片人和編劇；8集 |
| 2017      | 《Cbeebies睡前故事》 |      | 他自己                        | 5集                             |

### 舞台劇
| 年份 | 標題                            | 角色         | 地點            |
| ---- | ------------------------------- | ------------ | --------------- |
| 2003 | 《In Arabia We'd All Be Kings》 | 史卡安克（Skank） | 漢普斯特德劇院  |
| 2003 | 《》                            | 路卡（Luca）     | 皇家宮廷劇院    |
| 2003 | 《》                            | 文森（Vincent）     | 克魯西布劇院    |
| 2004 | 《Festen》                      | 麥可（Michael）     | Almeida Theatre |
| 2007 | 《The Man of Mode》             | 道麥特（Dorimant）   | 皇家國立劇場    |
| 2010 | 《》                            | 薩米（Sammy）     | 古德曼劇院      |

## 獎項和提名
| 年份 | 標題                                              | 獎項                                       | 結果   |
| ---- | ------------------------------------------------- | ------------------------------------------ | ------ |
| 2002 | 星艦迷航記X：星戰啟示錄                           | 土星獎最佳男配角                           | 提名   |
| 2007 | 倒帶人生                                          | 英國影視學院獎最佳男主角                   | 提名   |
| 2009 | 布朗森                                            | 英國獨立電影獎最佳男主角                   | 獲獎   |
| 2011 | 全面啟動                                          | BAFTA新星獎                                | 獲獎   |
| 2011 | 全面啟動                                          | MTV電影大獎最佳電影行列                    | 提名   |
| 2011 | 全面啟動                                          | 全美民選獎最喜愛銀幕團隊                   | 提名   |
| 2011 | 全面啟動                                          | 土星獎最佳男配角                           | 提名   |
| 2012 | 勇者無敵                                          | MTV電影大獎最佳打鬥（與喬爾·埃哲頓共享）   | 提名   |
| 2012 | 勇者無敵                                          | 衛星獎最佳電影男主角                       | 提名   |
| 2012 | 勇者無敵                                          | 青少年票選獎最佳人氣電影演員-動作類        | 提名   |
| 2012 | 黑暗騎士：黎明昇起                                | 青少年票選獎必選電影反派                   | 提名   |
| 2013 | 黑暗騎士：黎明昇起                                | MTV電影大獎最佳反派                        | 提名   |
| 2013 | 黑暗騎士：黎明昇起                                | MTV電影大獎最佳打鬥（與克里斯汀·貝爾共享） | 提名   |
| 2013 | 失控                                              | 英國獨立電影獎最佳男主角                   | 提名   |
| 2014 | 失控                                              | 洛杉磯影評人協會獎最佳男演員               | 獲獎   |
| 2014 | 失控                                              | 歐洲電影獎最佳男演員                       | 提名   |
| 2015 | 失控 & 錢藏凶機                                   | 倫敦影評人協會獎年度英國男主角             | 提名   |
| 2015 | 金牌黑幫                                          | 英國獨立電影獎最佳男主角                   | 獲獎   |
| 2015 | 神鬼獵人                                          | 達拉斯—沃斯堡影評人協會獎最佳男配角        | 第二名 |
| 2015 | 神鬼獵人                                          | 印第安納電影記者協會獎最佳男配角           | 提名   |
| 2015 | 神鬼獵人                                          | 堪薩斯影評人協會獎最佳男配角               | 提名   |
| 2015 | 神鬼獵人                                          | 拉斯維加斯影評人協會獎最佳男配角           | 提名   |
| 2015 | 神鬼獵人                                          | 鳳凰城影評人獎最佳男配角                   | 提名   |
| 2015 | 神鬼獵人                                          | 鳳凰城影評人協會獎最佳男配角               | 提名   |
| 2015 | 神鬼獵人                                          | 華盛頓影評人協會獎最佳男配角               | 提名   |
| 2016 | 神鬼獵人                                          | 奧斯卡最佳男配角獎                         | 提名   |
| 2016 | 神鬼獵人                                          | 廣播影評人協會獎最佳男配角                 | 提名   |
| 2016 | 神鬼獵人                                          | 倫敦影評人協會獎年度男演員                 | 提名   |
| 2016 | 瘋狂麥斯：憤怒道                                  | 廣播影評人協會獎最佳動作片男主角           | 獲獎   |
| 2016 | 金牌黑幫                                          | 倫敦影評人協會獎年度最佳男演員             | 提名   |
| 2016 | 瘋狂麥斯：憤怒道 & 金牌黑幫 & 神鬼獵人 & 倫敦戰場 | 倫敦影評人協會獎年度最佳英國男演員         | 獲獎   |
| 2016 | 瘋狂麥斯：憤怒道                                  | MTV電影大獎最佳打鬥（與莎莉·賽隆共享）     | 提名   |
| 2019 | 猛毒                                              | MTV影視大獎最佳接吻（與蜜雪兒·威廉絲共享） | 提名   |

## 補充資料
- Dempster, S. . The Times (UK). 2007-09-22  [2007年10月3日]. （原始内容存档于2011-05-17）.

## 外部連結
- Tom Hardy在互联网电影资料库（IMDb）上的資料（英文）
- 在AllMovie上Tom Hardy的頁面（英文）
- 湯姆·哈迪 在阿尔法记忆的相关页面（一個的Wiki網站）
- Tom Hardy as Freddie Jackson（页面存档备份，存于）
- Tom Hardy as Bane （页面存档备份，存于）
- 湯姆·哈迪的Facebook專頁（英文）